# Габер (Добрицька область)
Га́бер (болг. Габер) — село в Добрицькій області Болгарії. Входить до складу общини Крушари.

## Населення
За даними перепису населення 2011 року у селі проживали 110 осіб.
Національний склад населення села:
| Національність   | Кількість осіб | Відсоток |
| ---------------- | -------------- | -------- |
| турки            | 96             | 88,9%    |
| цигани           | 12             | 11,1%    |
| болгари          | 0              | 0%       |
| інша             | 0              | 0%       |
| не визначились   | 0              | 0%       |
| Всього відповіли | 108            |          |

Розподіл населення за віком у 2011 році:
Динаміка населення: